# Santa María de los Caballeros
Santa María de los Caballeros es un municipio español de la provincia de Ávila, en la comunidad autónoma de Castilla y León. Forma parte de la comarca de El Barco de Ávila-Piedrahíta y del partido judicial de Piedrahíta. Se localiza en la vertiente norte de la sierra de Villafranca. Está constituido, además de por la capital del municipio, Santa María de los Caballeros, por las localidades de Carrascalejo, Navarregadilla, Los Cuartos y El Collado y tiene una población de 72 habitantes (INE 2024).

## Geografía
Integrado en la comarca de El Barco de Ávila - Piedrahíta, se sitúa a 78 km de la capital provincial. El término municipal está atravesado por la carretera N-110 entre los pK 327 y 331. El relieve del municipio está caracterizado por el valle del arroyo Caballeruelo, limitado por el norte por una zona montañosa que lo separa del valle del Tormes, cuya máxima altitud la ostenta el pico Cagalutar (1388 m). Sin embargo, el punto más elevado del municipio se encuentra en el extremo sur, en la sierra de Castillejos, donde el Risco de la Bandera alcanza los 1570 m. La altitud del municipio oscila por tanto entre los 1570 m y los 1020 m a orillas del arroyo Caballeruelo. El pueblo se alza a 1037 m sobre el nivel del mar.
| Noroeste: La Horcajada          | Norte: La Horcajada                            | Noreste: La Aldehuela             |
| Oeste: San Lorenzo de Tormes    |                                                | Este: Aldeanueva de Santa Cruz    |
| Suroeste: San Lorenzo de Tormes | Sur: Los Llanos de Tormes y Santiago de Tormes | Sureste: Aldeanueva de Santa Cruz |

## Historia

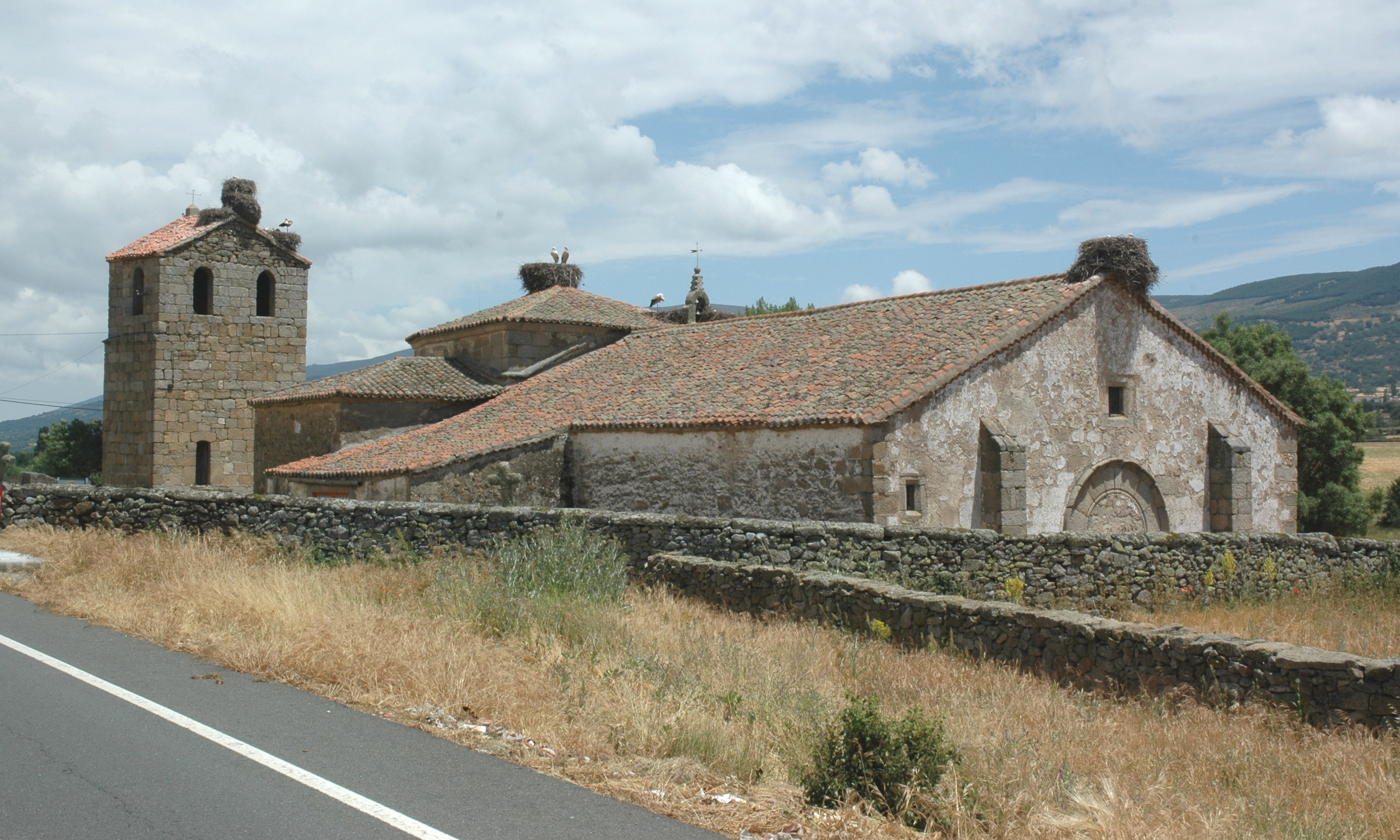
Iglesia de Santa María de los Caballeros

Hacia mediados del siglo XIX, el lugar, compuesto por los barrios de Caballeros, Carrascalejo, Collado, Cuartos y Navarregadilla, tenía contabilizada una población de 433 habitantes. Aparece descrito en el quinto volumen del Diccionario geográfico-estadístico-histórico de España y sus posesiones de Ultramar de Pascual Madoz de la siguiente manera:

CABALLEROS (Sta. Maria de los): l. compuesto de 5 barrios llamados Caballeros, Carrascalejo, Collado, Cuartos y Navarregadilla, que forman un ayunt. y una felig. en la prov. y dióc. de Avila (11 leg.), part. jud. del Barco de Avila (1), aud. terr. de Madrid (30), c. g. de Castilla la Vieja (Valladolid 30): sit. en el camino que de Piedrahita va al Barco; con buena ventilacion y clima frio, padeciéndose tercianas, cuartanas y gastro-enteritis. Tiene con todos los barrios 154 casas, una de ayunt. en la que se halla la taberna, una fuente de regular agua en cada barrio, un parador nuevo en el de Caballeros, escuela de instruccion primaria comun á ambos sexos á cargo de un maestro con la dotacion de 1,800 rs., y una igl. parr. (Ntra. Sra. de la Concepcion) servida por un párroco, cuyo curato es de primer ascenso, de presentacion de S M. en los meses apostólicos, y del ob. en los ordinarios: hay una ermita en el barrio de los Cuartos (San Juan Bautista) con culto público á espensas de los vec. del pueblo, quien es su patrono; el cementerio se halla en parase que no ofende la salud pública. Confina el térm. N. San Lorenzo; E. La Aldehuela; S. Aldeanueva, y O. La Horcajada; se estiende 1/2 leg. por N., E. y S., y una por O. El terreno es de mediana calidad; hay un monte de encina llamado el Plantio, una deh. conocida con el nombre de la Encomienda de San Juan de Barbalos de Salamanca, como de 20 peonadas de siego, y varios prados de particulares que crian yerbas para pasto de ganados; le fertilizan 2 arroyos, el uno que tiene origen en las vertientes de los cerros de Santiago del Collado y de la Avellaneda, y el otro que se forma de los de la Lastra del Cano; ambos desembocan en el r. Tormes, cerca del Barco con el nombre de Caballeruelos. caminos: los de pueblo á pueblo y el que se dirige de Piedrabita á la cab. del part. en mediano estado, el correo se recibe del Barco los miércoles y sábados, y sale miércoles y domingos. prod.: trigo, centeno, lino, patatas, garbanzos y algunas algarrobas, su mayor cosecha centeno y lino; mantiene ganado lanar, vacuno, mular y algo caballar; cria caza de perdices, conejos y liebres. ind.: agricultura. comercio: esportacion de lo sobrante. pobl.: 116 vec., 433 alm. cap. prod.: 924,525 rs. imp.: 36,981. ind. y fabril: 1,850, contr.: 19,564 31: el presupuesto municipal asciende á 1,415 rs. que se cubren por reparto vecinal.
(Madoz, 1846, p. 11)

## Demografía
Santa María de los Caballeros cuenta con una población de 72 habitantes (INE 2024).
| Gráfica de evolución demográfica de Santa María de los Caballeros entre 1842 y 2021                                   |
| |
| Población de derecho según los censos de población del INE. Población de hecho según los censos de población del INE. |

## Símbolos
El escudo heráldico y la bandera que representan al municipio fueron aprobados oficialmente el 26 de abril de 1999. El escudo se blasona de la siguiente manera:

Escudo heráldico: En azur (azul), jarrón de plata (blanco) con azucenas igualmente blancas. Bordura de gules (roja) con cinco espuelas de oro, correspondientes a cada uno de los núcleos que forman el Municipio de Santa María de los Caballeros. El escudo de Santa María de los Caballeros deberá timbrarse con Corona Real de España.
Boletín Oficial de Castilla y León nº 86 de 7 de mayo de 1999

La descripción textual de la bandera es la siguiente:

Bandera: Cuadrada de proporción 1:1. Paño azul, al centro jarrón blanco con azucenas, orla roja con cinco espuelas de amarillo, en composición idéntica a la del escudo. Remate del asta un jarrón con azucenas.
Boletín Oficial de Castilla y León nº 86 de 7 de mayo de 1999